# Абдуллаєв Шовгіяр Джаміль-огли
Абдуллаєв Шовгіяр Джаміль огли  (азерб. Şövqiyar Cəmil oğlu Abdullayev 5.04.1969 — 27.08.1992) — Національний Герой Азербайджану; учасник Карабахської війни.

## Життя
Шовгіяр Абдуллаєв народився 5 квітня 1969 року у селі Наріманли Басаркечарського району Вірменської РСР. У 1986 році на відмінно закінчив Наріманлінську сільську середню школу та вступив до Азербайджанського політехнічного інституту. Після закінчення першого курсу був призваний військову службу. У 1989 році він закінчив військову службу в Монголії та повернувся до Баку.

### Сім’я
Був неодруженим. Син Джаміля Абдуллаєва. Син брата кандидата технічних наук Маліка Абдуллаєва.

## Участь у боях
У 1992 році, коли почались бої у Нагорному Карабаху, він вступив до Національної Армії. Був призначений командиром танкового взводу, сформованого в Агдамі. Бригада, де служив Абдуллаєв, обороняла стратегічний пункт у селі Абдал-Гюлабли, брала участь у боях за Паправенд, Пірджамал, Аранзамін та інші села. 23 серпня 1992 року його танкова бригада була витиснена зі стратегічно важливої височини у селі Гюлабли та спрямована до Агдари для оборони села Драмбон. Незабаром село Драмбон було звільнено від вірменсько-російських з’єднань. У тому числі було звільнено із полону багато наших солдатів. У боях за село Драмбон танк Шовгіяра Абдуллаєва декілька раз підбивали. Отримавши важкі поранення обох ніг танковий командир був направлений до Агдамського військового госпіталю. Підлікувавшись, Ш. Абдуллаєв, знову направився на фронт. 27 серпня 1992 року в одному із важких боїв, рятуючи своїх товаришів, героїчно загинув.

## Національний Герой
Указом Президента Азербайджанської Республіки № 457 від 5 лютого 1993 року Абдуллаєву Шовгіяру Джаміль огли було посмертно присвоєно звання Національного Герою Азербайджану.
29 серпня 1992 року був похований на Алея шахідів у місті Баку.